# Recabe (pai de Jonadabe)
Recabe (em hebraico: Rēkāb, da raiz para "carroça" ou "condutor") é um personagem bíblico do Antigo Testamento, mencionado como o pai de Jonadabe.